# Adrian Frutiger
Adrian Frutiger (født 24. maj 1928 i Unterseen i kantonen Bern, død 12. september 2015 samme sted) var en schweizisk grafisk designer, og en af de mest indflydelsesrige typografer i 1900'tallet. Han lavede blandt andet skrifttyperne Frutiger og Univers.

## Uddannelse
Som 16-årig var han lærling som skriftsætter hos trykkeren Otto Schlaeffli i Interlaken. Fra 1944 og 1948 studerede han ved Kunstgewerbeschule i Zürich. Efter han arbejdede som skriftsætter hos Gebr. Fretz i Zürich, vendte han tilbage til Kunstgewerbeschule i perioden 1949 til 1951.